# Championnat d'Irlande de football 1950-1951
Navigation
Édition précédente Édition suivante
Le Championnat d'Irlande de football en 1950-1951. Cork Athletic fait le doublé et remporte son deuxième titre consécutif.

## Les 10 clubs participants
- Bohemian Football Club
- Cork Athletic Football Club
- Drumcondra Football Club
- Dundalk Football Club
- Limerick Football Club
- Shamrock Rovers Football Club
- Shelbourne Football Club
- Sligo Rovers Football Club
- Transport Football Club
- Waterford United Football Club

## Classement
| Place | Club                        | Points | Victoires | Nuls | Défaites | Buts pour | Buts contre | Différence |
| ----- | --------------------------- | ------ | --------- | ---- | -------- | --------- | ----------- | ---------- |
| 1er   | Cork Athletic Football Club | 26     | 12        | 2    | 4        | 46        | 22          | +24        |
| 2e    | Sligo Rovers                | 25     | 11        | 3    | 4        | 39        | 25          | +14        |
| 3e    | Drumcondra FC               | 23     | 8         | 7    | 3        | 37        | 26          | +11        |
| 4e    | Shelbourne FC               | 20     | 8         | 4    | 6        | 37        | 27          | +10        |
| 5e    | Bohemians FC                | 20     | 7         | 6    | 5        | 30        | 32          | -2         |
| 6e    | Shamrock Rovers             | 17     | 7         | 3    | 8        | 33        | 30          | +3         |
| 7e    | Transport                   | 14     | 5         | 4    | 9        | 25        | 36          | -11        |
| 8e    | Dundalk FC                  | 12     | 4         | 4    | 10       | 35        | 44          | -11        |
| 9e    | Waterford United            | 12     | 5         | 2    | 11       | 28        | 47          | -19        |
| 10e   | Limerick FC                 | 11     | 4         | 3    | 11       | 27        | 48          | -21        |

## Source
- (en) Alex Graham, Football in the Republic of Ireland : a Statistical Record 1921–2005, Soccer Books Ltd, novembre 2005, 142 p. (ISBN 978-1862231351).